# HANDS UP (Kis-My-Ft2の曲)

「HANDS UP」（ハンズ アップ）は、Kis-My-Ft2の24作目のシングル。2019年7月10日にavex traxから発売された。

## 概要
- 初回盤A/B・通常盤の3種類で発売。
- 初回盤A（CD＋DVD）にはdTVのレギュラー配信番組『キスマイどきどきーん！』のエンディング曲「OPaPiPo」が収録される[3]。付属DVDには、表題曲「HANDS UP」のミュージックビデオが収められる[3]。
- 初回盤B（CD＋DVD）はメンバー出演のリクルート『ゼクシィ縁結び』CMソングとしてオンエア中のラブバラード「永遠結び」が収録される[3]。DVDには、「永遠結び＜Lip ver.＞」の映像と4月にリリースされた最新アルバム『FREE HUGS!』収録曲「ルラルララ」のスペシャル映像「ルラルララ＜Hug movie＞」などが収められる[3]。
- 通常盤（CD）はメンバー出演のコーワ『ウナコーワクール』CMソングとしてオンエア中の「真夏と太陽」、『もしもツアーズ』エンディングテーマ「Go for it!」を含む4曲が収録される[3]。
- 全3形態を同時予約者には予約特典として、先着で『HANDS UP メイキングフォトブックレット』（24ページ）がプレゼントされる[3]。
- 前作から約5ヶ月振りのシングルで、自身にとっては令和初のシングルとなる。
- 横尾渉以外のメンバーにソロパートがある。
- 2019年6月17日にジャケット写真が公開された[4]。

## チャート成績
2019年7月22日付オリコン週間シングルランキングで初登場1位を獲得した。初登場1位の獲得は、デビューシングル『Everybody Go』から24作連続24作目。
初週売上枚数：19万6438枚（オリコン集計）
2019年12月8日までに、累計21万1888枚を売り上げ、2019年の年間オリコンアルバムランキングで32位を獲得した。

## 収録曲

### CD

#### 通常盤・初回盤B
※は通常盤のみ収録。
1. HANDS UP［3:49］
作詞：栗原暁、作曲：Christian Jansson，CR，Subin Kim、編曲：Christian Jansson
洋楽テイストのダンスナンバー[5]。サビの歌詞に合わせた手を動かす振付は「ブンブンダンス」と呼ばれる[6]。
自身のシングル表題曲としては「Thank youじゃん!」以来約4年半ぶりにタイアップが存在しない。
2. 真夏と太陽※［4:24］
作詞：ケリー、作曲：SAMDELL，Julie Yu、編曲：石塚知生
  - Kis-My-Ft2出演 コーワ「ウナコーワクール」CMソング
3. 永遠結び（読み：とわむすび）［4:45］
作詞：MiNE、作曲：MiNE，Atsushi Shimada、編曲：ha-j，Atsushi Shimada
  - Kis-My-Ft2出演 リクルート「ゼクシィ縁結び」CMソング
4. Go for it!※［3:24］
作詞：竹内雄彦、作曲・編曲：Simon Janlov，Carlyle Fernandes，Alyssa Ayaka Ichinose
  - フジテレビ系「もしもツアーズ」テーマソング

#### 初回盤A
1. HANDS UP
2. OPaPiPo［1:50］
作詞：ワタナベハジメ、作曲・編曲：Jan Baars，Rajan Muse，Ronnie Icon
  - dTV「キスマイどきどきーん!」エンディング

### DVD

#### 初回盤A
1. 「HANDS UP」MUSIC VIDEO
2. 「HANDS UP」MUSIC VIDEOメイキングドキュメント

#### 初回盤B
1. 「永遠結び」〈Lip ver.〉
2. 「ルラルララ」〈Hug movie〉
3. Jacket Shooting ＆「永遠結び」Special Interview

## 特典
※全3形態（初回盤A/B・通常盤）先着予約特典
- 「HANDS UP」メイキングフォトブックレット P24

## 収録作品
| 楽曲タイトル | 収録                              | 収録                                      |
| ------------ | --------------------------------- | ----------------------------------------- |
| HANDS UP     | CDシングル                        | 『HANDS UP』                              |
| HANDS UP     | ミュージック・ビデオ              | 『HANDS UP』〈初回盤A〉                   |
| HANDS UP     | CDアルバム                        | 『To-y2』                                 |
| HANDS UP     | CDアルバム                        | 『BEST of Kis-My-Ft2』                    |
| HANDS UP     | ミュージック・ビデオ              | 『BEST of Kis-My-Ft2』〈初回盤A〉         |
| HANDS UP     | ライブ映像                        | 『Kis-My-Ftに逢えるde Show 2022 in DOME』 |
| HANDS UP     | ライブ映像                        | 『For dear life』                         |
| OPaPiPo      | CDシングル                        | 『HANDS UP』〈初回盤A〉                   |
| 真夏と太陽   | CDシングル                        | 『HANDS UP』〈通常盤〉                    |
| 永遠結び     | CDシングル                        | 『HANDS UP』〈初回盤B〉・〈通常盤〉       |
| 永遠結び     | ミュージック・ビデオ （Lip ver.） | 『HANDS UP』〈初回盤B〉                   |
| 永遠結び     | ミュージック・ビデオ （Lip ver.） | 『BEST of Kis-My-Ft2』〈初回盤A〉         |
| Go for it!   | CDシングル                        | 『HANDS UP』〈通常盤〉                    |